# B̄
La B con macrón (mayúscula: B̄ minúscula: b̄), es un grafema utilizado en la escritura de idioma kire y en las romanizaciones ISO 233-1 de la escritura árabe. Es la letra B diacrítico por un macrón.

## Uso
En la romanización ISO 233-1 de la escritura árabe, ‹ b̄ › translitera bāʾ šaddah ‹ بّ ›, bāʾ y šaddah se transliteran con b y con el macron arriba.

## Codificación
La B con macrón se puede representar en Unicode con los siguientes caracteres:
| forma     | representación | Puntos de código | descripción                         |
| --------- | -------------- | ---------------- | ----------------------------------- |
| Mayúscula | B̄              | U+0042 U+0304    | Letra mayúscula latina b con macrón |
| minúscula | b̄              | U+0062 U+0304    | Letra minúscula latina b con macrón |